# Psychologie reklamy

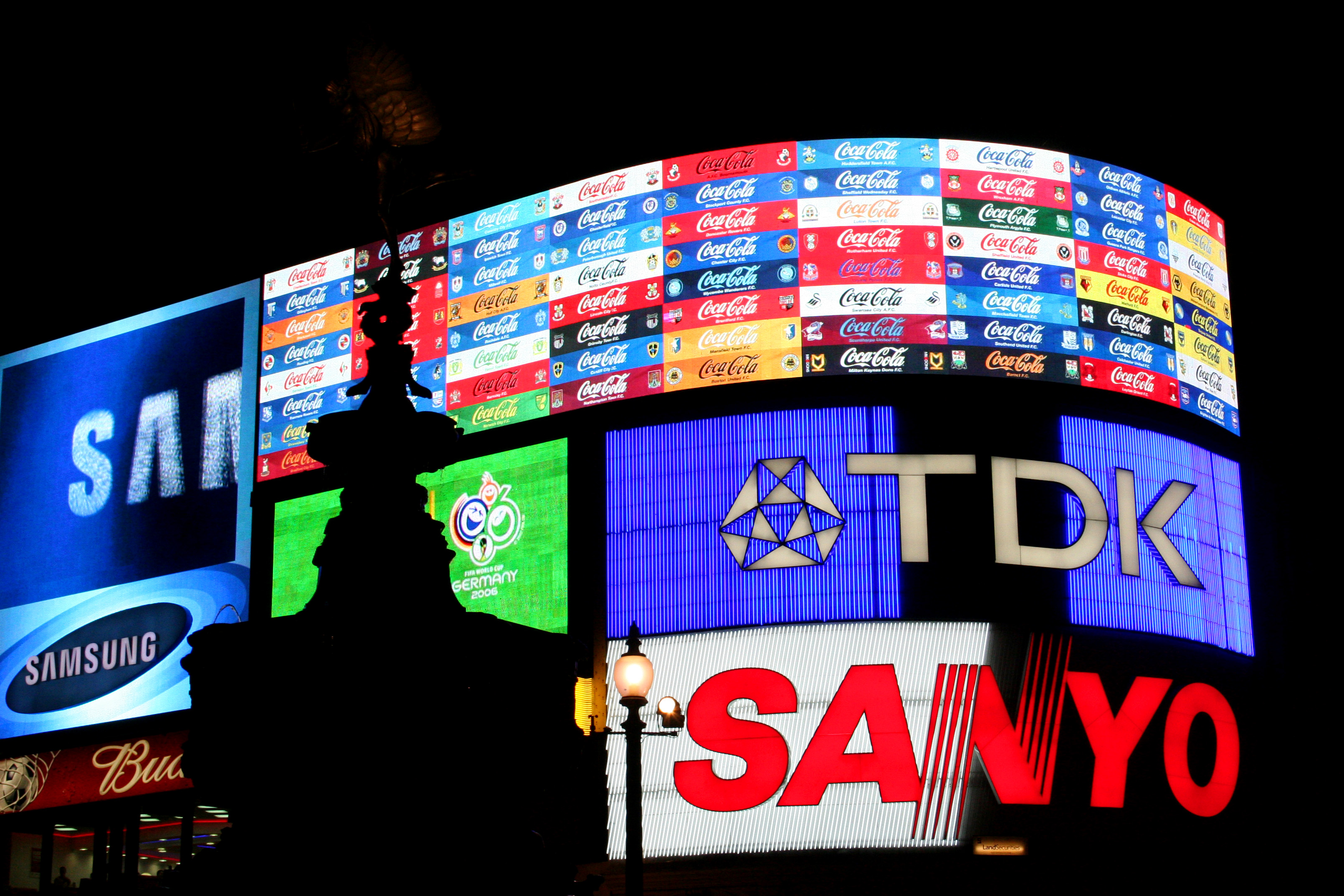
Cílem reklamy je zaujmout potencionálního zákazníka

Psychologie reklamy je disciplína aplikované psychologie, která se věnuje působení reklamy na člověka. Poznatky z této oblasti jsou využívány firmami k ovlivnění lidí tak, aby se stali jejich zákazníky. Tento obor je úzce spjat s obory public relations a marketingem, prolíná se i s psychologií umění.
Reklama plní tři základní funkce: informuje, přesvědčuje a prodává. Psychologie reklamy zkoumá psychické procesy v člověku, které vedou k vyvolání žádoucího efektu, zejména nákupního chování. V tržním hospodářství je reklama nezbytnou součástí ekonomiky; aktuální výzkumy v zemích EU prokazují, že lidé reklamu chápou jako nedílnou součást svých potřeb a práv.
Součástí psychologie reklamy jsou psychologická témata:
- Paměť a zapomínání
- Učení
- Motivace
- Význam emocí pro reklamu
- Smyslová psychologie (působení skrze všechny smysly)
- Sociokulturní rozdíly vnímání a zvyklostí
- Specifika vlivu různorodých médií[1]

Výzkum v oblasti reklamy používá tyto metody: sledování činnosti mozku pomocí magnetické rezonance, sledování pozornosti pomocí oční kamery, cílené experimenty s pokusnými osobami a pozorování; méně efektivní avšak používané jsou dotazování a skupinové rozhovory.
Reklamního psychologa obvykle využívají střední a velké firmy při přípravě reklamní kampaně, protože je schopen doladit v připravované kampani detaily, které mohou rozhodnout o úspěchu kampaně.

## Reklama – sociální sítě a internet

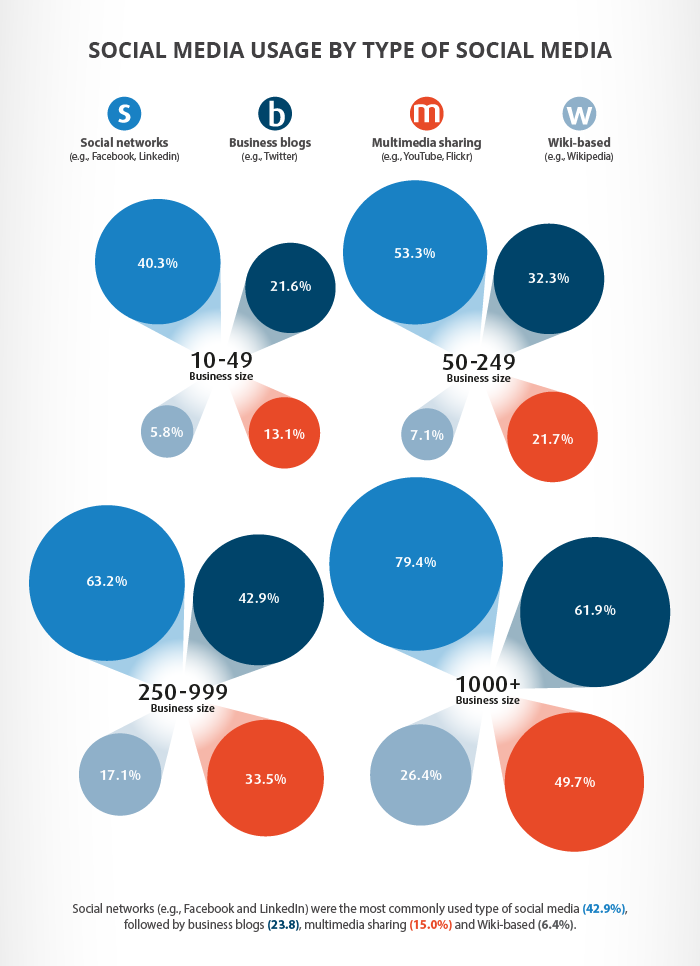
Britský Úřad pro národní statistiku provedl v roce 2012 dotazování tamních podnikatelů na užívání sociálních sítí. Výsledek mimo jiné ukázal, že sociální sítě používalo tehdy 44 % firem.

Původ slova "reklama" lze hledat v latinském slovese reklamati, tj. znovu volat. Přesto, že se slovo reklama běžně používá dodnes, způsob, jak potencionální zákazníky zaujmout, se za staletí změnil. Moderní sociální sítě začaly vznikat na přelomu 20. a 21. století a během své existence získaly na obrovské popularitě; patří mezi nejnavštěvovanější webové služby s miliony aktivních uživatelů. Sociální sítě tak umožňují snadný dialog mezi prodejcem a zákazníkem, komunikaci však lze vést i s obchodním partnerem či odborníkem. Výzkumy ukazují, že globální virtuální prostor ovlivňuje spotřebitelovo chování, například působením na jeho pozornost nebo emoce.
Jednou z využívaných metod reklamy na internetu jsou proužkové reklamy, takzvané bannery. Uživatel během surfování po internetu zhlédne denně v průměru asi 70 reklamních bannerů, takže jejich důležitost je nemalá.
Významná je také webová prezentace firmy. Americký znalec Steve Krug si všiml, že internetový uživatel reklamní texty více méně nečte, nýbrž vyhledává slova a fráze, která považuje za klíčová. Dalším specifickým chováním uživatele je, že klikne na první možný odkaz na webu, místo aby přemýšlel, zda je pro něj vůbec vhodný. Pro marketéry a reklamní psychology je tedy nejlepší strategií vidět reklamu optikou jejich cílové skupiny.